# هشام کمال
هشام کمال (انگلیسی: Hesham Kamal؛ زادهٔ ۱ ژانویهٔ ۱۹۹۴) یک بازیکن فوتبال اهل قطر است.